# Шияково
Шияково (болг. Шияково) — село в Болгарии. Находится в Плевенской области, входит в общину Гулянци. Население составляет 380 человек.

## Политическая ситуация
В местном кметстве Шияково, в состав которого входит Шияково, должность кмета (старосты) исполняет Миринка Цветанова Цветкова (Граждане за европейское развитие Болгарии (ГЕРБ)) по результатам выборов правления кметства.
Кмет (мэр) общины Гулянци — Лучезар Петков Яков (Болгарская социалистическая партия (БСП)) по результатам выборов в правление общины.